# パラミクソウイルス科
パラミクソウイルス科（Family Paramyxoviridae）とはモノネガウイルス目に属するウイルスの分類における一科。ビリオンがマイナス一本鎖RNAをゲノムに持つ150 - 350 nm（ナノメートル）の多形性を示すウイルスの総称であり、ヌクレオカプシドの大きさや形態などの特徴やウイルス蛋白やアクセサリー蛋白の特徴から、パラミクソウイルス亜科(レスピロウイルス属・モルビリウイルス属・ルブラウイルス属)と、ニューモウイルス亜科(ニューモウイルス属・メタニューモウイルス属)に分類されていたが、後者はニューモウイルス科として独立した。その粒子はエンベロープに包まれ、エンベロープの表面には2種類の糖タンパク質のスパイクが密に配列している（FとHN）。エンベロープを持つためエーテルに対する感受性を持つ。細胞質内で増殖し、細胞膜から出芽をする。細胞融合能を持ち、多核巨細胞を形成するものが多い。

## 分類
- Subfamily Avulavirinae
  - Genus Orthoavulavirus
    - ニューカッスル病ウイルス（Newcastle disease virus）
    - 鳥パラミクソウイルス2~9型（Avian paramyxovirus 2~9）
- Subfamily Metaparamyxovirinae
- Subfamily Orthoparamyxovirinae
  - Genus Respirovirus
    - 牛パラインフルエンザウイルス3（bovine parainfluenza virus 3）
    - センダイウイルス（Sendai virus）

  - モルビリウイルス属
    - 犬ジステンパーウイルス（canine distemper virus）
    - 牛疫ウイルス（rinderpest virus）
    - 麻疹ウイルス（measles virus）
    - 羊疫ウイルス（英語版）（peste-des-petits-ruminants virus）

  - Genus Henipavirus
    - ヘンドラウイルス（Hendra virus）
    - ニパウイルス（Nipah virus）
- Subfamily Rubulavirinae
  - Genus Orthorubulavirus
    - ムンプスウイルス（mumps virus）

以下分類未定
- Genus Cynoglossusvirus
- Genus Hoplichthysvirus
- Genus Scoliodonvirus